# أل بيرنستاين (معلق رياضي)
أل بيرنستاين (بالإنجليزية: Al Bernstein)‏ هو معلق رياضي وصحفي وكاتب أمريكي، ولد في 15 سبتمبر 1950 في شيكاغو في الولايات المتحدة.